# Kenji Kurosaki
Kenji Kurosaki (jap. 黒崎 健時, Kurosaki Kenji; * 15. März 1930 in der Gemeinde Kuwa (heute Teil der Stadt Oyama, Präfektur Tochigi); genannt Oni) ist ein japanischer Kampfkunstexperte. Er ist Mitbegründer des Kyokushin-Karate (10. Dan) sowie Pionier des Kickboxens und Muay Thai in Japan.

## Leben
Kurosaki, der für seine exzellenten Beintechniken bekannt ist, studierte zusammen mit Masutatsu Ōyama seit 1951 Karate im Stil der Gōjū-Ryū im „Asakusa-dojo“ von Gogen Yamaguchi, bevor sie 1953 das Kyokushin entwickelten. Nach Gründung des „Kyokushinkai Honbu“ 1954 in Tokio gehörte er zu den maßgeblichen Lehrern, die das neue System international bekannt machten. 1965 unterrichtete Kurosaki auf Hawaii, bevor er 1965 in die Niederlande kam. Kurosaki trug in dieser Zeit zusammen mit seinem Freund Jon C. Bluming zur Verbreitung des Kyokushin in Europa bei. 1976 trennte er sich von der von Ōyama geleiteten International Karate Organization (IKO) aufgrund ihrer kommerziellen Ansprüche und marktorientierten Ambitionen. Seit September 1992 ist Kurosaki Ehrenvorsitzender der International Budo Kaikan (IBK), und seit 2012 ist Ehrenvorsitzender der World Kyokushin Budokai (WKB).

## Schüler und Studenten
Zu seinen zahlreichen Schülern gehören u. a. Akio Fujihira (Nobaru Osawa), Terutomo Yamazaki, Toshio Fujiwara, Genshū Igari, Tadashi Nakamura, Shigeru Ōyama, Yoshiji Soeno, Yasuo Tabata und. der US-Amerikaner Willie Williams. Seine bekanntesten europäischen Studenten sind die Franzosen Patrick Brizon, Gerald Finot und Christian Tissier sowie der Niederländer Jan Plas.